# Московский международный кинофестиваль 1977
X Московский международный кинофестиваль открылся 7 июля 1977 года.

## Основной конкурс

### Жюри

#### Председатель жюри
- Станислав Ростоцкий, режиссёр (СССР)

#### Члены жюри
- Салах Абу Сейф — режиссёр (Египет)
- Барбара Брыльска — актриса (Польша)
- Суна Бубакар — писатель и общественный деятель (Нигер)
- Валерио Дзурлини — режиссёр (Италия)
- Майкл Куца[англ.] — директор МКФ в Чикаго (США)
- Тосиро Мифунэ — актёр (Япония)
- Владимир Наумов — режиссёр (СССР)
- Иштван Немешкюрти — киновед (ВНР)
- Юрий Озеров — режиссёр (СССР)
- Ион Попеску-Гопо — режиссёр (СРР)
- Умберто Солас — режиссёр (Куба)
- Рене Тевене[англ.] — продюсер (Франция)
- Басу Чаттерджи — режиссёр (Индия)
- Суйменкул Чокморов — актёр (СССР)
- Милютин Чолич — кинокритик (СФРЮ)

### Фильмы-участники
- «Августовская звезда[вд]» / Sao Tháng 8 (Sao Tháng Tám) (Вьетнам, режиссёр Чан Дак)
- «Бассейн[вд]» / Басейнът (НРБ, режиссёр Бинка Желязкова)
- «Бегство Логана» / Logan’s run (США, режиссёр Майкл Андерсон)
- «Ветер свободы[вд]» / … (Мексика, режиссёр Антонио Эсейса[вд])
- «Гамлет-женщина[вд]» / Intikam melegi — kadin Hamlet (Турция, режиссёр Метин Эрксан)
- «Герои рождаются дважды[вд]» / (Сирия, режиссёр Салах Духни)
- «Голова[вд]» / Аль-рас (Ирак, режиссёр Файсал аль-Ясири[вд])
- «Запоздавший восход[вд]» / Le soleil se leve en retard (Канада, режиссёр Андре Брассар[вд])
- «Идеалист[вд]» / Idealist (СФРЮ, режиссёр Игор Претнар[вд])
- «История Антти[вд]» / Antti puuhaara (Финляндия, режиссёры Катариина Лахти[вд], Хейкки Партанен, Риитта Раутома[вд])
- «Кино — это я[вд]» / El cine soy yo (Венесуэла, режиссёр Луис Армандо Роче[вд])
- «Конец недели[вд]» / El puente (Испания, режиссёр Хуан Антонио Бардем)
- «Королевская охота[вд]» / Mrigayaa (Индия, режиссёр Мринал Сен)
- «Мимино» / (СССР, режиссёр Георгий Данелия)
- «Молчаливая любовь[вд]» / Een stille liefde (Нидерланды, режиссёр Рене Ван Ни[вд])
- «Незабываемая осень[вд]» / … (МНР, режиссёр Халтарийн Дамдин)
- «Неисправимая Барбара[вд]» / Die unverbesserliche Barbara (ГДР, режиссёр Лотар Варнеке)
- «Ночь над Чили» (СССР, режиссёр Себастьян Аларкон и Александр Косарев)
- «Одинокий путь тикудзана[вд]» / Тикудзан хитори таби (Япония, режиссёр Канэто Синдо)
- «Омар гатлато[вд]» / «Застенчивый омар» / Omar gatlato (Алжир, режиссёр Мерзак Аллуаш[вд])
- «Площадь Сан-Бабила, 20 часов» / San Babila ore venti: un delitto inutile (Италия, режиссёр Карло Лидзани)
- «Приговор» / Osinda (СРР, режиссёр Серджиу Николаеску)
- «Пятая печать» / Az otodik pecset (ВНР, режиссёр Золтан Фабри)
- «Рио Негро[вд]» / Rio negro (Куба, режиссёр Мануэль Перес Паредес)
- «Седдо[вд]» / Ceddo (Сенегал, режиссёр Усман Сембен)
- «Соня и сумасшедший[вд]» / … (Египет, режиссёр Хуссам Эль-Дин Мустафа[вд])
- «Сохранить город» / Ocalic miasto (ПНР-СССР, режиссёр Ян Ломницкий[вд])
- «Страна на закате[вд]» / Aftenlandet (Дания, режиссёр Питер Уоткинс)
- «Сумасшедшие женщины[вд]» / Las locas (Аргентина, режиссёр Энрике Каррерас)
- «Там, где рождаются кондоры[вд]» / Kuntur wachana Donde nacen los condores (Перу, режиссёр Федерико Гарсия[вд])
- «Тень замков[вд]» / L’ombre des chateaux (Франция, режиссёр Даниэль Дюваль)
- «Торопись, а то опоздаешь[вд]» / … (ЧССР, режиссёр Станислав Стрнад)
- «Тупик[вд]» / Бон баст (Иран, режиссёр Парвиз Сайяд[вд])
- «Штернштайнхоф[вд]» / Sternsteinhof (ФРГ, режиссёр Ханс Гайссендёрфер[вд])
- «Элвис! Элвис![вд]» / Elvis! Elvis! (Швеция, режиссёр Кай Поллак)
- «Это не должно было случиться с ветеринаром[вд]» / It shouldn’t happen to a vet (Великобритания, режиссёр Эрик Тилл[вд])

### Награды
Золотые призы
- «Пятая печать» (ВНР, реж. Золтан Фабри)
- «Конец недели» (Испания, реж. Хуан Антонио Бардем)
- «Мимино» (СССР, реж. Георгий Данелия)

Серебряные премии
- «Застенчивый омар» (Алжир, реж. Мерзак Аллуаш)
- «Бассейн» (НРБ, рек. Бинка Желязкова)
- «Тень замков» (Франция, реж. Даниэль Дюваль)

Специальные премии
- «Ночь над Чили» (СССР, реж. Себастьян Аларкон и Александр Косарев)
- «Рио Негро» (Куба, реж. Мануэль Перес Паредес)

Премии
- актриса Мари Апик[вд] («Тупик», Иран)
- актриса Мерседес Каррерас[вд] («Сумасшедшие женщины», Аргентина)
- актёр Ратко Полич[вд] («Идеалист», СФРЮ)
- актёр Амза Пелля («Приговор», СРР)

Специальный диплом
- Юный исполнитель Леле Дорацио[вд] («Элвис! Элвис!», Швеция)

Премия ФИПРЕССИ
- «Там, где рождаются кондоры» (Перу, реж. Федерико Гарсия)

## Конкурс детских и юношеских фильмов
Просмотры конкурса проходили в зале Дворца пионеров и школьников на Ленинских горах.
Для победителей конкурса фильмов для детей и юношества учреждены: один «Золотой» приз и три «Серебряных» приза.

### Жюри
Жюри конкурса состояло из 9 человек и детского жюри из московских школьников.

#### Председатель жюри
- Антонин Броусил, киновед (Чехословакия)

#### Члены жюри
- М. Грегуар — (Франция)
- Иванка Грыбчева — (НР Болгария)
- Р. Келлер — (ФРГ)
- Порвати Менон — детская писательница (Индия)
- Кира Парамонова — кинокритик (СССР)
- Рони Спенсер — режиссёр (Великобритания)
- Александр Митта — режиссёр (СССР)
- Ли Сын Хван — режиссёр (НДР Корея)

#### Фильмы-участники
- «Агатон Сакс» (Швеция)
- «Бамбуковая ограда» — режиссёр А. Сассани (Иран)
- «Блестящий шарик» — режиссёр Харли Коклисс (Великобритания)
- «Большие гонки[англ.]» — режиссёр (Норвегия)
- «Волшебная роликовая доска» — режиссёр (США)
- «Большие заботы» (Монголия)
- «Взаимопомощь» — режиссёр (Польша)
- «Горькая ягода» — режиссёр К. Камалова (СССР)
- «Да здравствуют духи!» — режиссёр О. Липски (Чехословакия)
- «Доротка и огонек» (Чехословакия)
- «Другая» — режиссёр (Польша)
- «Задача с неизвестными» — режиссёр (Болгария)
- «Заяц и коза» — режиссёр (Финляндия)
- «Игра с кинокамерой» — режиссёр (Бельгия)
- «Игра с шерстью» — режиссёр (Польша)
- «Ключ без права передачи» режиссёр Динара Асанова (СССР)
- «Костюм для свадьбы» — режиссёр (Иран)
- «Летающий автобус» (Нидерланды) 1ч. 34 мин.
- «Маленькая чёрная рыбка» — режиссёр (Австрия)
- «Мальчик и океан» — режиссёр Генри Сафран (Австралия)
- «Мой друг ёжик» — режиссёр И. Гемеш (Венгрия)
- «Мой дядя Теодор» — режиссёр (ФРГ)
- «Муравей и рисовое зерно» — режиссёр (Вьетнам)
- «Мышка в походе» — режиссёр (Польша)
- «Нас передвигают горы» — (ГДР) 4 мин.;
- «О, небо, помоги нам» — (Индия) 20 мин.;
- «Остров с маяком» — режиссёр Г. Ретц (ГДР) мульт. 43 мин.
- «Оттакар, стремящийся улучшить мир» (ГДР) 1ч. 26 мин
- «Праздник непослушания» — режиссёр (Венгрия)
- «Принцы –лебеди» — (Япония) 1ч. 02мин.
- «Пруд Билли» — реж. Харли Коклисс (Великобритания)
- «Птица и червяк» (Югославия)
- «Сандокан» — реж. Сержио Соллима (Италия)
- «Сестры света» (ГДР) 18 мин.
- «Сикандар» (Австралия)
- «Флажок нашего класса» — режиссёр К. Фуджин (Япония)
- «Эльпидео Вальдес нападает на конвой» — режиссёр (Куба)
- «Эпидео Вальдес против нью-йоркской полиции» — режиссёр (Куба)
- «Это было так» — режиссёр К. Томе (ФРГ)
- «Ударь меня» — режиссёр (США)

#### Вне конкурса
Информационный показ включал в том числе такие фильмы:
- «39 попугаев» (СССР),
- «Ералаш» (СССР)
- «Воздушный шарик» (Болгария) 8 мин.;
- «Мышиная работа» (Болгария) 9 мин.;
- «Задача со многими неизвестными» (Болгария) 1 час 31 мин.